# Haut-Mauco
Haut-Mauco (gaskonsko Mau Còrn Haut) je naselje in občina v francoskem departmaju Landes regije Nove Akvitanije. Naselje je leta 2009 imelo 801 prebivalca.

## Geografija
Kraj leži v pokrajini Gaskonji 10 km jugozahodno od središča Mont-de-Marsana.

## Uprava
Občina Haut-Mauco skupaj s sosednjimi občinami Benquet, Bougue, Bretagne-de-Marsan, Campagne, Laglorieuse, Mazerolles, Mont-de-Marsan, Saint-Perdon in Saint-Pierre-du-Mont sestavlja kanton Mont-de-Marsan Jug s sedežem v Mont-de-Marsanu. Kanton je sestavni del okrožja Mont-de-Marsan.

## Zanimivosti
- cerkev sv. Medarda iz 70. let 19. stoletja, z vodnjakom sv. Medarda;

## Pobratena mesta
- Monteagudo (Navarra, Španija);